# Апостольская нунциатура в Казахстане
Апо́стольская нунциату́ра в Респу́блике Казахста́н — дипломатическое представительство (посольство) Святого Престола в Республике Казахстан.
Создана в 1992 году, когда Казахстан установил дипломатические отношения со Святым Престолом.

## История
- 17 октября 1992 года Святой Престол и Республика Казахстан официально заключили дипломатические отношения. Дипломатические представители государств имеют статус дипломатов «ad personam» и ранг Апостольского нунция и Чрезвычайного и Полномочного Посла (по совместительству).
- В середине мая 1992 года папский нунций в Москве архиепископ Франческо Коласуонно и сопровождавший его атташе представительства Р. Чемус посетили Республику Казахстан. Они побывали в Караганде и Алма-Ате, были приняты в МИД, встречались с муфтием Ратбек Кажы Нысанбай-улы, православными священнослужителями. Архиепископ дал небольшую пресс-конференцию, отслужил мессу.
- 24 сентября 1998 года в ходе официального визита в Ватикан президента Казахстана Нурсултаном Назарбаевым было подписанию соглашение между Республикой Казахстан и Святым Престолом о взаимоотношениях[1].
- 13—15 сентября 2022 года состоялся апостольский визит папы римского Франциска. В рамках визита Франциск принял участие в VII съезде мировых и традиционных религий и совершил святую мессу в Нур-Султане.

## Нунции
- Мариан Олесь (9 апреля 1994 года — 11 декабря 2001 года);
- Юзеф Весоловский (16 февраля 2002 года — 24 января 2008 года);
- Мигель Маури Буэндиа (19 мая 2008 года — 5 декабря 2015 года);
- Фрэнсис Ассизи Чулликатт (30 апреля 2016 года — 1 октября 2022 года);
- Георг Панамтхундил (16 июня 2023 года — настоящее время).

## Дипломатические сотрудники нунциатуры
1. архиепископ Георг Панамтхундил — апостольский нунций в Казахстане.
2. о. Александр Рагиня — первый секретарь представительства Святого Престола.